# Michael T. Flynn

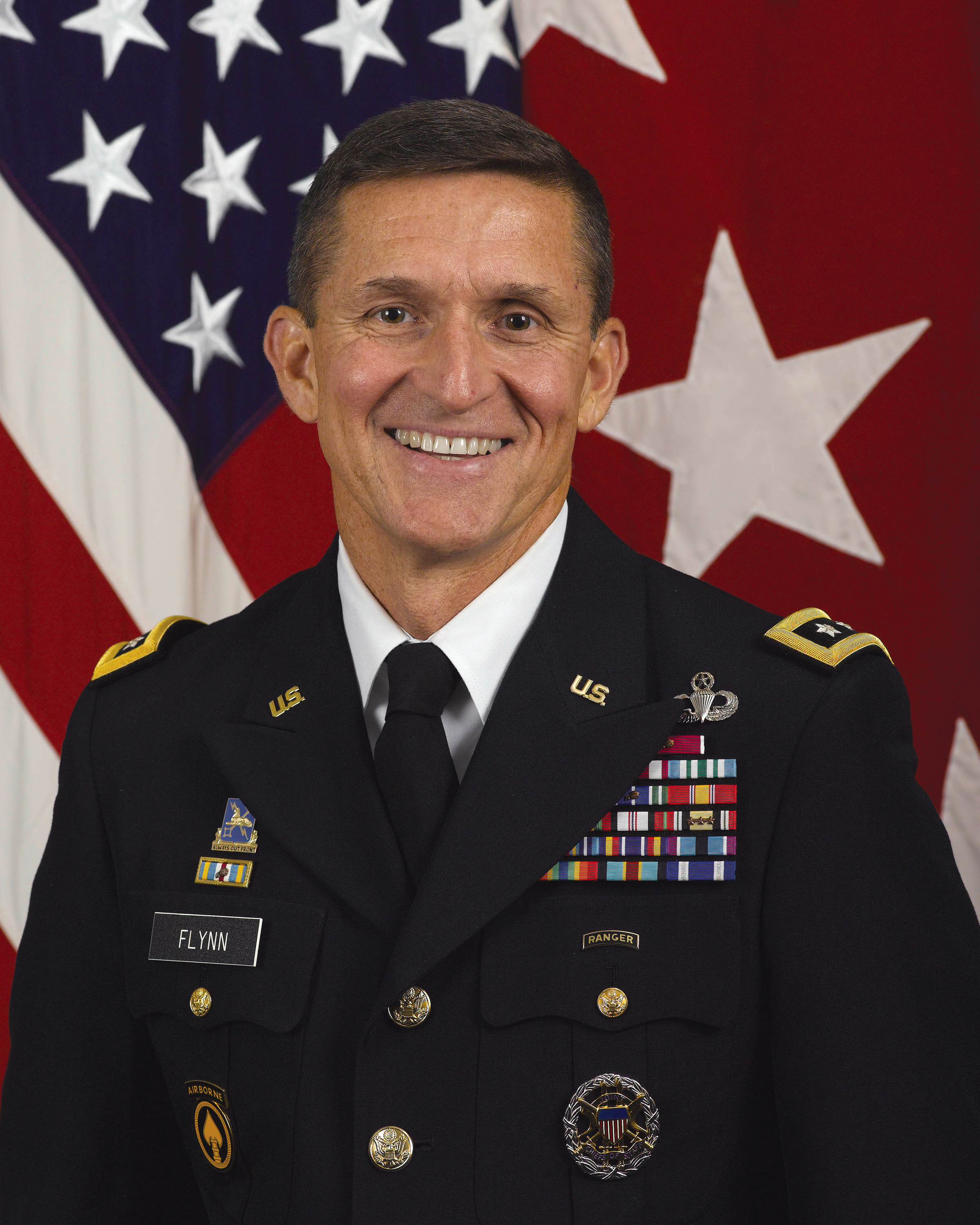
Michael T. Flynn (2012)

Michael Thomas „Mike“ Flynn (* 24.  Dezember 1958 in Middletown, Rhode Island) ist ein ehemaliger US-amerikanischer Offizier und Nationaler Sicherheitsberater. Er war Lieutenant General der United States Army, Direktor der Defense Intelligence Agency (DIA), Kommandeur der Joint Functional Component Command for Intelligence, Surveillance and Reconnaissance (JFCC-ISR) und Mitglied des Military Intelligence Board.
Im Januar 2017 wurde Flynn Nationaler Sicherheitsberater des US-Präsidenten Donald Trump, trat aber bereits am 13. Februar 2017 unter Druck von dem Amt zurück, weil ihm Kontakte mit ausländischen Stellen nachgesagt wurden, die er zuvor nicht angegeben hatte. Ein Schuldbekenntnis von 2017 dazu zog Flynn im Januar 2020 zurück. Am 8. Mai 2020 wurden alle Vorwürfe gegen ihn von der Anklage fallengelassen, jedoch ordnete der zuständige Bundesrichter an, den Fall zur weiteren Entscheidung zurückzustellen. Flynn wurde im November 2020, 22 Tage nachdem Trump die US-Präsidentschaftswahl 2020 verloren hatte, von diesem begnadigt. 

## Leben

### Herkunft
Flynn wurde in Middletown, Rhode Island, geboren und wuchs als eines von neun Kindern auf. Seine Eltern Helen Frances (Andrews), die im Immobilienwesen tätig war, und Charles Francis Flynn, ein Kleinstadtbankier, sind irischer Abstammung. Er ist der ältere Bruder des Vier-Sterne-Generals Charles A. Flynn (* 1963).

### Ausbildung und Militärkarriere
Flynn schloss sein Studium an der University of Rhode Island im Jahr 1981 mit dem Bachelor of Science ab und erhielt gleichzeitig das Offizierspatent mit der Auszeichnung als „Distinguished Military Graduate“ des Army Reserve Officers’ Training Corps. Er diente danach unter anderem in der 82nd Airborne Division als Fallschirmjäger, im XVIII Airborne Corps, im Joint Special Operations Command (JSOC), in der 25th Infantry Division, im Joint Readiness Training Center, im Army Intelligence Center, XVIII Airborne Corps (G2), in der Joint Task Force 180, in der 111th Military Intelligence Brigade, in den International Security Assistance Force (ISAF) in Afghanistan und im United States Joint Special Operations Command (JSOC) in Fort Bragg.
Flynn erwarb einen Master of Business Administration (MBA) an der Golden Gate University, einen Master of Military Art and Science am Command and General Staff College, einen Master of Arts in Nationaler Sicherheit und Strategie am Naval War College und bekam einen Ehrendoktor vom Institute of World Politics in Washington, D.C.
Flynn wurde im September 2011 zum Lieutenant General befördert.

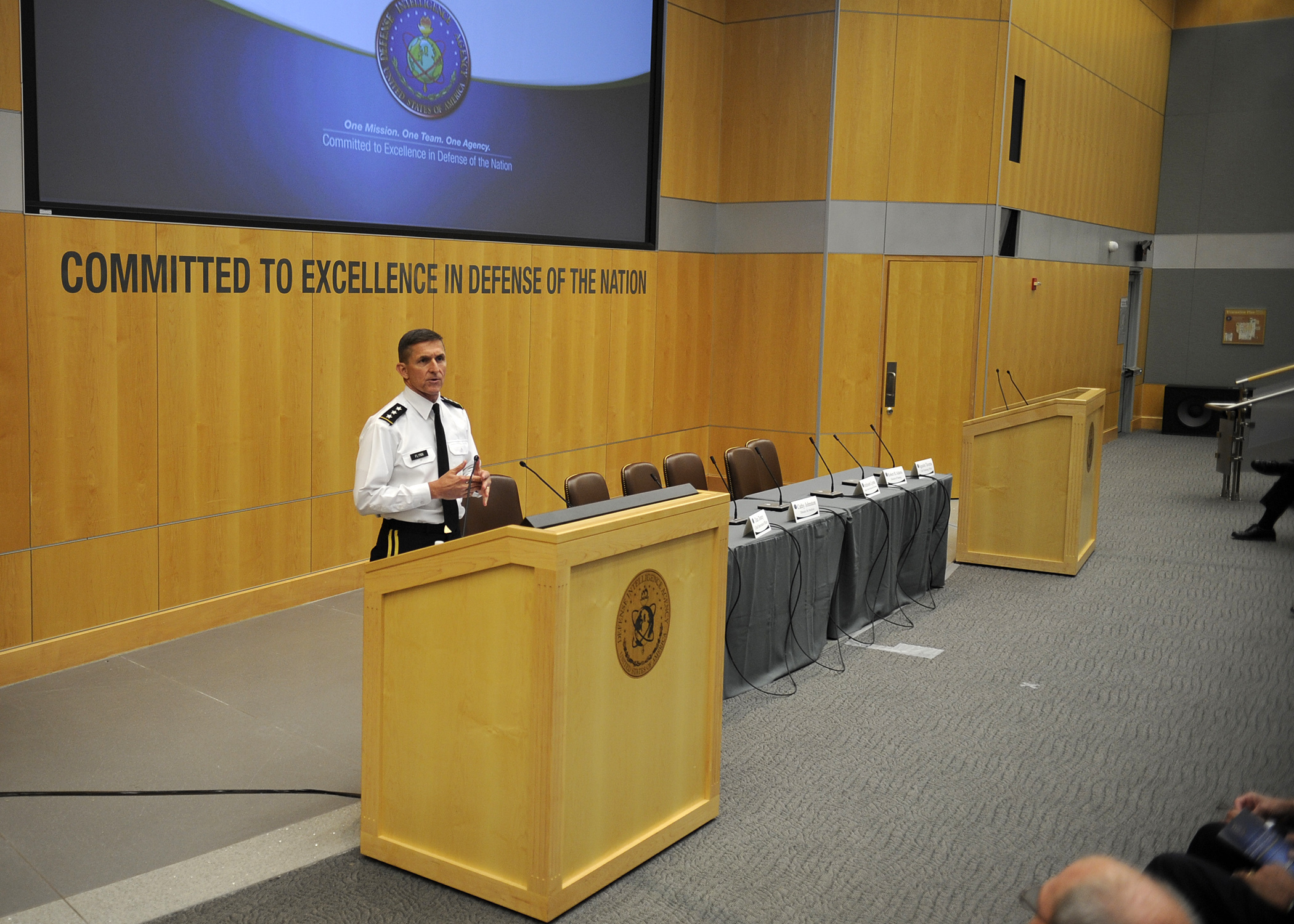
DIA-Direktor Michael T. Flynn im Juni 2014

### DIA-Direktor
Flynn war vom 24. Juli 2012 bis zu seiner vorzeitigen Abberufung am 2. August 2014 Direktor der Defense Intelligence Agency (DIA), des militärischen Nachrichtendienstes der USA. 
Flynn sagte 2014, er sei in den Ruhestand gedrängt worden, weil er unbequeme Wahrheiten über den Kampf gegen islamische Extremisten ausgesprochen habe. Andere machten seinen Führungsstil dafür verantwortlich. Seine geplante Reform der Geheimdienstbehörde DIA stieß auf viel Widerstand.

### Öffentliche sicherheitspolitische Stellungnahmen
Flynn sagte 2015 öffentlich, die Vereinigten Staaten und andere Unterstützerstaaten der säkularen Rebellen in Syrien würden Al-Qaida wissentlich unterstützen, um die syrische Regierung unter Druck zu setzen. Dies sei aber zu spät und unzureichend geschehen. Zudem sei der Aufstieg der Organisation Islamischer Staat zwar frühzeitig bemerkt worden, aber es sei zu wenig oder zu spät etwas dagegen unternommen worden.
2015 geriet Flynn unter Druck, nachdem er neben dem russischen Präsidenten Putin bei einer Gala des staatlich finanzierten russischen Fernsehsenders Russia Today (RT) in Moskau aufgetreten war. Flynn gab zu, für den Auftritt bezahlt worden zu sein, und sagte, er sehe keinen Unterschied zwischen RT und amerikanischen Nachrichtensendern wie CNN.

### Berater Donald Trumps
Im US-Präsidentschaftswahlkampf 2016 engagierte sich Flynn für den republikanischen Kandidaten Donald Trump und beriet dessen Kampagne in außenpolitischen und militärischen Fragen. Im Sommer 2016 wurde bekannt, dass Flynn in der engeren Auswahl als Vizepräsidentschaftskandidat an der Seite Trumps war, obwohl er bislang als Wähler der Demokraten registriert war.
Nach der Wahl von Trump zum 45. US-Präsidenten wurde Flynn für einen Posten im künftigen Kabinett Trump oder in dessen Präsidialamt gehandelt, etwa als Verteidigungsminister (wofür er wegen seiner Militärkarriere eine Sondererlaubnis des US-Kongresses gebraucht hätte) bzw. als Nationaler Sicherheitsberater. Am 22. Januar 2017 wurde Flynn als Nationaler Sicherheitsberater vereidigt, nachdem er für seine teils extremen politischen Ansichten und harsche Art heftig kritisiert worden war.
Sein erster offizieller Auftritt vor Medien am 1. Februar 2017 richtete sich gegen die Raketentests Irans. Flynn nannte die Tests eine Provokation und eine Verletzung von Resolutionen des UNO-Sicherheitsrates und sagte unter anderem: „Wir warnen den Iran heute offiziell“.

### Rücktritt und Ermittlungen gegen Flynn
Am 10. Februar 2017 berichteten Washington Post und New York Times, Flynn habe entgegen seinen bisherigen Aussagen Ende Dezember 2016 in einem offenbar durch den Nachrichtendienst erfassten Telefonat mit dem russischen Botschafter Sergei Kisljak in Washington über die vom damaligen Präsidenten Obama verhängten neuen Sanktionen gegen Russland gesprochen. Die US-Bundespolizei FBI vernahm Flynn kurz nach Trumps Amtsantritt zu der Sache; die damalige kommissarische Justizministerin Sally Yates warnte das Weiße Haus am 26. Januar, dass Flynn angesichts der Diskrepanzen zwischen seinen öffentlichen Äußerungen und den Tatsachen von Russland erpresst werden könnte. Am 13. Februar 2017 trat Flynn von seinem Amt zurück. Übergangsweise übernahm Keith Kellogg das Amt, sein Nachfolger wurde H. R. McMaster.
Am 27. April 2017 wurde bekannt, dass der Pentagon Inspector General eine Untersuchung zu der Frage begonnen hatte, ob Flynn ohne die dafür erforderliche Genehmigung Geld von fremden Regierungen entgegengenommen hatte. Flynn hatte bei seiner Sicherheitsüberprüfung im Pentagon im Februar 2016 offenbar bewusst falsche Angaben darüber gemacht, dass er keine Kontakte und finanziellen Verbindungen ins Ausland habe, was strafbar ist, wie die New York Times im Mai 2017 berichtete.
Der Geheimdienstausschuss des US-Senats ordnete an, dass Flynn seine Kontakte zu russischen Behördenvertretern und Geschäftsleuten offenlegen müsse. Flynn lehnte dies am 22. Mai 2017 unter Berufung auf sein Aussageverweigerungsrecht aus dem 5. Zusatzartikel der US-Verfassung ab, was im Konflikt zur Pflicht des Kongresses zur Kontrolle des Regierungshandelns steht.
Der für die Russland-Wahlkampf-Ermittlungen eingesetzte Sonderermittler Robert Mueller ließ das Weiße Haus auffordern, Unterlagen über Flynn herauszugeben.
FBI-Untersuchung zum Verdacht einer Konspiration mit der Türkei
Mueller ging auch dem Verdacht nach, Flynn habe während der Endphase des Präsidentschaftswahlkampfs 2016 geheime Zahlungen von der türkischen Regierung erhalten.
Am 8. November 2016, dem Wahltag, hatte Flynn einen Beitrag in der Hauptstadtzeitung The Hill veröffentlicht, in dem er sich für eine engere Zusammenarbeit mit der Türkei starkmachte, vor allem auch militärisch. Er bezeichnete die Türkei als den stärksten Verbündeten gegen den Islamischen Staat im Irak und in Syrien (ISIS) sowie eine „Quelle der Stabilität in der Region“. Flynn legte nahe, Fethullah Gülen, den er als radikalen Islamisten und als „türkischen Osama bin Laden“ bezeichnete, endlich auszuliefern. Man müsse die unter der Obama-Regierung eingeschlagene Distanz zur Türkei korrigieren, den Alliierten als Priorität und die Welt auch aus der türkischen Perspektive betrachten. Danach wurde bekannt, dass Flynn vom 9. August bis November 2016, als er schon als künftiger Nationaler Sicherheitsberater auftrat, Interessen der Türkei vertrat und dafür 530.000 US-Dollar erhielt. Das Geld kam von der holländischen Firma Inovo BV, die dem Geschäftsmann und Vorsitzenden des US-amerikanisch-türkischen Wirtschaftsverbände TAIK Kamil Ekim Alptekin gehörte. Die Dokumente der Datenbank Foreign Agents Registration Act (FARA) belegten, dass Alptekin die „Flynn Intel Group“ damit beauftragt hatte, Informationen über Gülen zu sammeln und ein Video über ihn zu produzieren.
Im März 2017 berichtete Jim Woolsey (der frühere CIA-Direktor, Flynn-Mitarbeiter und Wahlkampfhelfer von Trump) Reportern, Flynn habe im September 2016 bei einem Treffen mit türkischen Regierungsvertretern die Möglichkeit diskutiert, eine ungewöhnliche (und möglicherweise außergesetzliche) Auslieferung von Gülen zu arrangieren. Dabei sei anscheinend besprochen worden, ob Gülen heimlich in einem Privatjet aus den USA auf die türkische Gefängnisinsel İmralı ausgeflogen werden könnte. Die türkischen Vertreter hätten Flynn viel Geld angeboten, unklar sei jedoch, wie detailliert die Beratungen waren und ob tatsächlich Geld geflossen sei. Woolsey sei besorgt über diesen Vorgang gewesen und habe die Angelegenheit mit dem damaligen Vizepräsidenten Joe Biden durch einen Freund zur Sprache gebracht.
Im Mai 2017 wurde berichtet, Flynn habe im Januar einen Plan der Obama-Regierung blockiert, Kurden in Syrien im Kampf gegen die Terrormiliz IS mit Waffen auszurüsten. Dieser Plan wurde von der türkischen Regierung abgelehnt, deren Interessen Flynn zu dem Zeitpunkt als nicht-registrierter ausländischer Agent vertrat.
Im November 2017 berichteten das Wall Street Journal und der TV-Sender NBC, Mueller untersuche konkret den Verdacht, dass Flynn und sein Sohn bis zu 15 Millionen Dollar (12,9 Millionen Euro) für die Auslieferung Gülens nach Trumps Amtseinführung erhalten sollten. Flynns Anwalt erklärte, sämtliche Vorwürfe seien falsch, und die Türkei dementierte, die Entführung Gülens aus den USA in Erwägung gezogen zu haben. Den entsprechenden Bericht aus dem Wall Street Journal bezeichnete die türkische Botschaft in Washington als „lächerlich“. Ankara verlange die Auslieferung Gülens, den sie für den Drahtzieher des Putschversuches im Juli 2016 hält, erklärte die türkische Botschaft in Washington. Sie beschreite dabei aber keine widerrechtlichen Wege. Im November 2017 wurden Indizien dafür bekannt, dass Flynn nun mit Mueller kooperiert.

### Schuldbekenntnis
Am 1. Dezember 2017 gab das Büro des Sonderermittlers bekannt, dass Flynn sich der Falschaussage gegenüber dem FBI schuldig bekannt habe. Flynn hatte zugegeben, die Ermittler am 24. Januar 2017 in einem freiwilligen FBI-Interview über Kontakte von Mitgliedern in Trumps Wahlkampfteam mit der russischen Regierung und seine Unterredungen mit dem russischen Botschafter Sergej Kisljak im Dezember 2016 belogen zu haben. In diesen Gesprächen hatte Flynn den Botschafter darum gebeten, keine eskalierenden Gegenmaßnahmen gegen die zum Ende der Regierungszeit Barack Obamas gegen Russland verhängten Sanktionen zu ergreifen und die am 23. Dezember 2016 verabschiedete, gegen die israelische Siedlungspolitik im Westjordanland gerichtete UN-Resolution 2334 nicht zu unterstützen. In seinem FBI-Interview hatte er dies wahrheitswidrig verneint. Zudem gab Flynn Rechtsverstöße bezüglich der Offenlegungspflichten gemäß dem Foreign Agents Registration Act für die Zusammenarbeit seiner Lobbyingfirma Flynn Intel Group, Inc. mit der türkischen Regierung von Recep Tayyip Erdoğan zu. Das Schuldbekenntnis und die Schilderung der Ereignisse erfolgten an Eides statt. Flynn gilt damit als rechtskräftig schuldig befundener Straftäter, bei dem nur noch das Urteil mit der Strafzumessung („sentencing“) durch den Richter aussteht. Anders als im deutschen Rechtssystem, in dem mit der Verurteilung gleichzeitig auch das Strafmaß verkündet wird, werden Schuldspruch und Strafzumessung in einem Verfahren nach US-Recht in getrennten Anhörungen festgelegt, zwischen denen mehrere Monate liegen können. Durch Flynns Schuldbekenntnis reduzierte sich der erwartete mögliche Strafrahmen von bis zu fünf Jahren auf einen Zeitraum bis zu sechs Monaten oder eine Geldstrafe. Flynn erklärte in einer öffentlichen Pressemeldung, er kooperiere von nun an mit dem Team des Sonderermittlers.

### Widerruf, Einstellung des Verfahrens und Begnadigung
Im Januar 2020 beantragte Flynn über seine Anwälte, sein Geständnis zurückzuziehen, weil sich die Staatsanwaltschaft nicht an die Vereinbarung gehalten habe. Ende April 2020 veröffentlichten seine Anwälte Dokumente der FBI-Ermittlung, die nach ihrer Ansicht zeigten, dass Flynn in seinen Vernehmungen explizit zur Lüge angeleitet worden sei. US-Präsident Donald Trump gab daraufhin kund, Flynn sei das Opfer von „dreckigen, widerlichen Bullen“ und sah ihn als „völlig entlastet“ an. Eine Wiedereinstellung hielt er ausdrücklich offen.
Am 8. Mai 2020 beantragte das US-Justizministerium die Einstellung des Verfahrens, nachdem sie vom beauftragten Staatsanwalt empfohlen worden war. Das Ministerium könne keine plausible Anklage gegen Flynn mehr leiten, da das Interview mit Flynn nicht auf einer legitimen Grundlage stattgefunden habe. Donald Trump bezeichnete Flynn als „Helden“; die früheren Mitarbeiter des Justizministeriums seien dagegen „menschlicher Abschaum“. Der ehemalige stellvertretende FBI-Direktor Andrew McCabe widersprach dieser Ansicht. Die Position des Ministeriums sei falsch und widerspreche den Erkenntnissen von Robert Mueller und des Inspector Generals. Der Vorsitzende des Justizausschusses im Repräsentantenhaus Jerrold Nadler (D) zeigte sich empört über die Entscheidung und behauptete, sie sei politisch motiviert. Er kündigte an, Justizminister William Barr bald im Ausschuss zur Entscheidung befragen zu lassen. Ranking Member Jim Jordan (R) bezeichnete die Einstellung der Anklage dagegen als „Gerechtigkeit“. Barr verteidigte sich gegen die Anschuldigung, nur dem Willen des Präsidenten zu folgen, indem er auf seine Pflicht zur Fairness hinwies. Es sei traurig, dass die Politik inzwischen so parteiisch sei, dass sie jeden Sinn für Gerechtigkeit verloren habe. Vorher hatten prominente Stimmen aus der Demokratischen Partei, wie die Senatorinnen Kamala Harris und Elizabeth Warren, den Rücktritt des Ministers verlangt.
Vizepräsident Mike Pence erklärte, Flynn sei ein Patriot und er würde sich freuen, ihn in der US-Regierung wiederzusehen.
Am 25. November 2020 begnadigte US-Präsident Donald Trump Flynn weitreichend. Anfang Dezember setzte der zuständige Richter die Weisung um, obgleich er sie kritisierte.
Nach der Präsidentschaftswahl in den Vereinigten Staaten 2020 forderte Flynn den Präsidenten auf, Kriegsrecht zu verhängen, um einen Amtsantritt von Joe Biden zu verhindern und Neuwahlen zu erzwingen. Nach Medienberichten hatte Trump in seinen letzten Amtstagen ehemalige Berater erneut konsultiert und mit ihnen erörtert, wie der Amtsantritt Bidens noch verhindert werden könne.
Nach seiner Zeit als Nationaler Sicherheitsberater wurde Flynn Stargast einer Roadshow namens ReAwaken America.

## Politische Ansichten

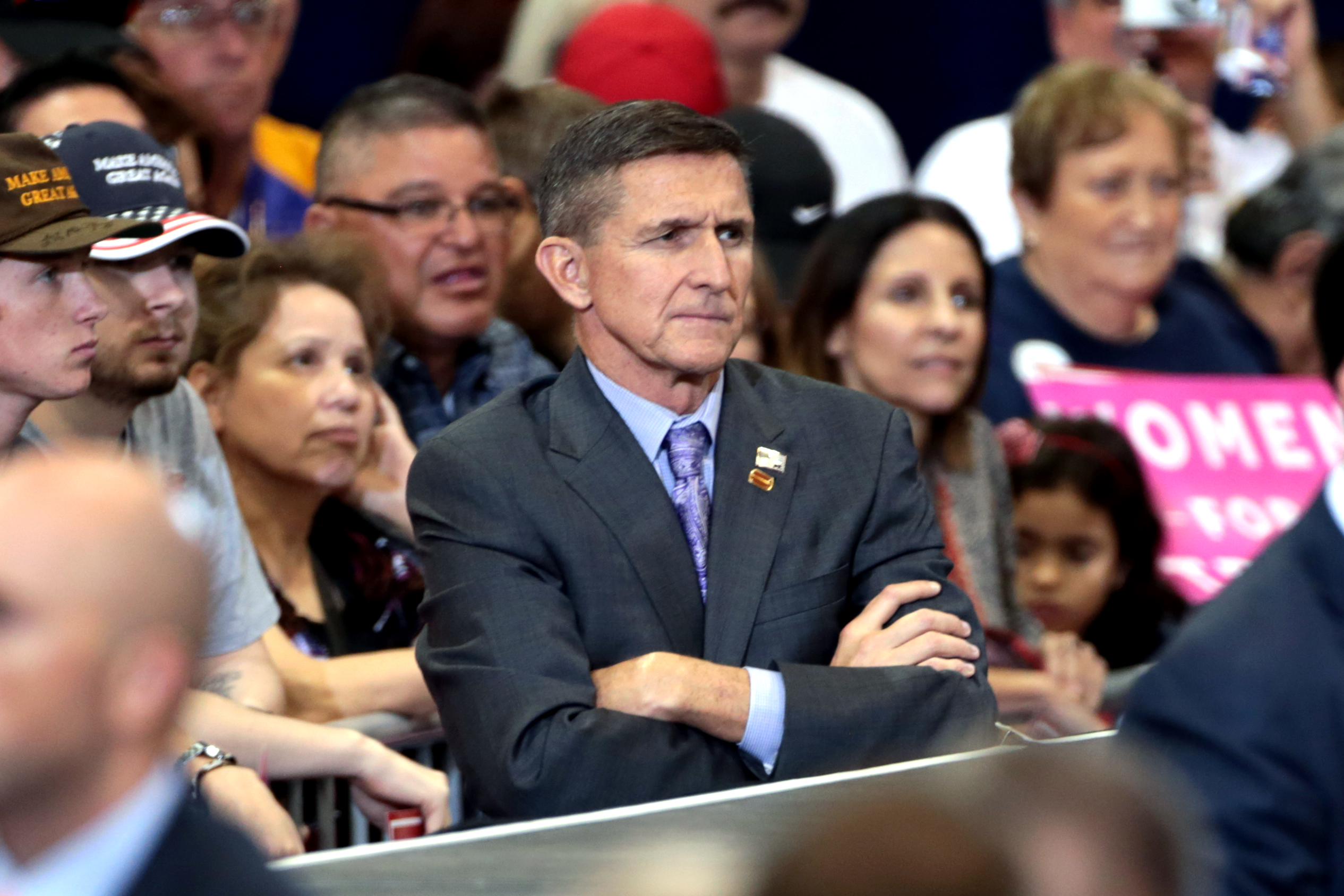
Michael T. Flynn auf einer Wahlkampfveranstaltung für Donald Trump im „Phoenix Convention Center“, Phoenix, Arizona (Ende Oktober 2016)

Im Mai 2016 gab Flynn Al Jazeera ein Interview und wurde gefragt, ob er Trump in dessen Forderung unterstütze, die Familien von Terrorverdächtigen zu ermorden. Flynn antwortete darauf, dass man die Umstände der Situation berücksichtigen müsse.
Flynn hatte früher Foltermethoden wie etwa Waterboarding abgelehnt. Im August 2016 sagte er der Washington Post in einem Interview in Bezug auf Trumps Forderung, gegenüber der Einführung von Foltermethoden offen zu sein, dass es ihm [Flynn] widerstrebe, Optionen vom Tisch zu nehmen. Den Islam bezeichnete er als „Krebs“ und als „politische Ideologie“, die sich „hinter dem Label Religion versteckt“.
Flynn hat 2015 den Krieg mit Drohnen abgelehnt, weil Drohnenangriffe mehr neue Terroristen schaffen als töten würden, und bezeichnete Obamas Strategie des Drohnenkriegs als gescheitert.
Einen Monat nachdem Donald Trump die Präsidentschaftswahl am 3. November 2020 verloren hatte, forderte Flynn, Trump solle das Kriegsrecht ausrufen und die Wahl wiederholen lassen.

## Weiteres
Im Jahr 2010 ergab eine Militäruntersuchung, dass Flynn während seiner Tätigkeit in Afghanistan geheime Informationen an ausländische Militärs weitergab.
Im Juli 2016 tweetete er den Kommentar “The corrupt Democratic machine will do and say anything to get #NeverHillary into power. This is a new low” als Kommentar zu seinem Retweet dieser Nachricht eines Dritten: „Not anymore, Jews. Not Anymore,“ („Diese korrupte demokratische Maschine wird alles tun und sagen, um #NeverHillary an die Macht zu bringen. Das ist ein neuer Tiefpunkt“ bzw. „Nicht mehr, Juden. Nicht mehr.“) Diese Weiterverbreitung und damit implizite Unterstützung einer antisemitischen Nachricht erklärte Flynn wenige Stunden später zu einem Versehen; er löschte seinen Tweet und entschuldigte sich. Ursprünglich war es um die Vorwürfe gegangen, Russland habe die gestohlenen DNC-E-Mails über Wikileaks lanciert.
Flynn hatte vor der Wahl auch via Twitter Gerüchte über die Verwicklung Hillary Clintons in Geldwäsche und Sexualverbrechen mit Kindern verbreitet: „Entscheiden Sie – New York Police Department enthüllt neue Hillary-E-Mails: Geldwäsche, Sexualverbrechen mit Kindern etc. Muss man gelesen haben!“ Es folgte ein Link zur „True Pundit“-Story, in der der anonyme Autor behauptete, „hochrangige Beamte des New Yorker Police Department“ hätten genügend Beweise gegen Hillary Clinton, „um sie lebenslang hinter Gitter zu bringen“. Enthüllt wurde indes nichts. Sein Sohn Michael G. Flynn wurde wegen des Verbreitens von Unwahrheiten zu Pizzagate aus Trumps Übergangsteam entlassen.
Nach dem Sturm auf das Kapitol in Washington am 6. Januar 2021 sperrte Twitter das Konto von Flynn dauerhaft wegen der Verbreitung von QAnon-Verschwörungstheorien, die potentiell zu Gewalttätigkeiten anstacheln.

## Auszeichnungen und Ehrungen
militärische Auszeichnungen
Auswahl, sortiert in Anlehnung der Order of Precedence of the Military Awards:
- Defense Superior Service Medal mit zweifachem Eichenlaub
- Legion of Merit mit Eichenlaub
- Bronze Star Medal mit dreifachem Eichenlaub
- Meritorious Service Medal mit fünffachem Eichenlaub
- Joint Service Commendation Medal
- Army Commendation Medal mit fünffachem Eichenlaub

zivile Ehrungen
- 2014: Ehrendoktorat der University of Rhode Island, 2022 aberkannt[63]

## Werke
- mit Michael Ledeen: The Field of Fight: How We Can Win the Global War Against Radical Islam and Its Allies. St. Martin’s Griffin, New York 2017, ISBN 978-1-250-13162-1.